# Jerzy Gabryś
Jerzy Gabryś (* 7. August 1981 in Oświęcim ) ist ein polnischer Eishockeyspieler, der seit 2010 bei Aksam Unia Oświęcim in der Ekstraliga unter Vertrag steht.

## Karriere

### Club
Jerzy Gabryś begann seine Karriere in der Nachwuchsakademie des polnischen Eishockeyverbandes Szkoła Mistrzostwa Sportowego in der zweitklassigen I liga. Als 19-Jähriger ging er für zwei Spielzeiten an die polnische Ostseeküste zum damaligen Ekstraligisten Stoczniowiec Gdańsk. 2002 wechselte er zu Unia Oświęcim in seine kleinpolnische Geburtsstadt. Mit dem Team aus Auschwitz wurde er 2003 und 2004 Polnischer Meister und 2003 auch Pokalsieger. Nach fünf Jahren in seiner Heimatstadt zog es ihn 2007 zu Zagłębie Sosnowiec, er verließ die Schlesier jedoch bereits nach einem Jahr und wechselte nach Kattowitz zu Naprzód Janów, wo es ihn jedoch auch nur ein Jahr hielt. Nach einem weiteren Jahr in Sosnowiec kehrte Gabryś zu Aksam Unia Oświęcim zurück, wo er seither unter Vertrag steht.

### International
Für Polen nahm Gabryś im Juniorenbereich an der B-Weltmeisterschaft der U18-Junioren 2000 sowie – nach der Umstellung des WM-Systems – der Division I der U20-Junioren-Weltmeisterschaft 2001 teil.
Sein Debüt in der Herren-Nationalmannschaft gab er im November 2004 bei der ersten Runde der Olympiaqualifikation für die Spiele in Turin 2006, als die Polen sich beim Heimturnier in Nowy Targ durchsetzen und für die zweite Stufe qualifizieren konnten. Auch beim Zweitrundenturnier im Februar 2005 in Riga stand Gabrys auf dem Eis, scheiterte mit seiner Mannschaft jedoch nach drei knappen Niederlagen als Gruppenvierter. Trotzdem wurde er für die Spiele der Division I der Weltmeisterschaft im selben Jahr nominiert. Die polnische Mannschaft verpasste dabei den Aufstieg in die Top-Division als Gruppenzweiter nur durch eine knappe 2:3-Niederlage gegen Norwegen. Anschließend dauerte es sieben Jahre, bis Gabryś beim Division-I-Turnier der Weltmeisterschaft 2012 erneut für seine Farben auf dem Eis stand. Danach spielte er für Polen im November 2012 bei der Olympiaqualifikation für die Spiele in Sotschi 2014 und auch in der Division I der Weltmeisterschaft 2013.

## Erfolge
- 2003 Polnischer Meister mit Aksam Unia Oświęcim
- 2003 Polnischer Pokalsieger mit Aksam Unia Oświęcim
- 2004 Polnischer Meister mit Aksam Unia Oświęcim

## Ekstraliga-Statistik
(Stand: Ende der Spielzeit 2017/18)